# Красная линия (градостроительство)
Красные линии — линии, которые обозначают границы территорий общего пользования и подлежат установлению, изменению или отмене в документации по планировке территории.
Красные линии отделяют общественные (публичные) территории от земельных участков, застраиваемых частными лицами. Названы по цвету обозначения на картах проектов планировки территории.
Красные линии утверждаются в составе проекта планировки территории, отображаются на чертежах проектов межевания территории; в генеральных планах поселений, городских округов границы зон различного функционального назначения определяются с учётом красных линий; границы территориальных зон могут устанавливаться по красным линиям.

## Красные линии в Градостроительном кодексе Российской Федерации 1998 года
Градостроительный кодекс Российской Федерации 2004 года расширил понятие красных линий, прежде под ними понимались границы, отделяющие территории кварталов, микрорайонов и других элементов планировочной структуры от улиц, проездов и площадей в городских и сельских поселениях.
Градостроительный кодекс Российской Федерации 1998 года содержал понятие линии регулирования застройки, под которыми понимались границы застройки, устанавливаемые при размещении зданий, строений, сооружений, с отступом от красных линий или от границ земельного участка.
Вместо прежнего понятия линий регулирования застройки в настоящем законодательстве о градостроительной деятельности в градостроительных регламентах в числе предельных параметров разрешенного строительства, реконструкции объектов капитального строительства устанавливаются минимальные отступы от границ земельных участков (в том числе от красных линий) в целях определения мест допустимого размещения зданий, строений, сооружений, за пределами которых запрещено строительство зданий, строений, сооружений.

## Определение красных линий в законодательстве других стран
В странах бывшего СССР в законодательстве о градостроительной деятельности используется сходное определение понятия красных линий. Так в украинском законодательстве красные линии — определенные в градостроительной документации относительно пунктов геодезической сети границы существующих и запроектированных улиц, дорог, площадей, которые разделяют территории застройки и
территории другого назначения; в Республике Беларусь красные линии — предусмотренные градостроительной документацией детального планирования условные линии, предназначенные для отделения в населенных пунктах земель общего пользования от территорий, предназначенных для застройки или иного использования; в Республике Казахстан красные линии — границы, отделяющие территории кварталов, микрорайонов, иных элементов в планировочной структуре населенных пунктов от улиц (проездов, площадей); в Республике Таджикистан красные линии — условные линии, предусмотренные градостроительной документацией для отделения улиц, площадей, автомобильных дорог, железнодорожных путей, сетей инженерно-технического обеспечения, линий электропередачи и связи от территорий, предназначенных под застройку или для иного использования.